# Kaipal
Kaipal (nep. कैलपाल) – gaun wikas samiti w zachodniej części Nepalu w strefie Mahakali w dystrykcie Baitadi. Według nepalskiego spisu powszechnego z 2011 roku liczył on 541 gospodarstw domowych i 3074 mieszkańców (1664 kobiety i 1410 mężczyzn).